# Seznam prezidentských voleb v roce 2023
V roce 2023 proběhly prezidentské volby v následujících zemích:
| Stát nebo území              | Datum 1. kola                          | Datum 2. kola                     | Vítěz                                                                      | Předchozí volby | Dosavadní prezident     |
| ---------------------------- | -------------------------------------- | --------------------------------- | -------------------------------------------------------------------------- | --------------- | ----------------------- |
| Arcach                       | 9. září 2023                           | –                                 | Samvel Šahramanjan (1. funkční období)                                     | 2020            | Davit Išchanjan         |
| Argentina                    | 22. října 2023                         | 19. listopadu 2023                | Javier Milei (1. funkční období ze 2 možných)                              | 2019            | Alberto Fernández       |
| Bangladéš                    | 13. února 2023                         | –                                 | Shahabuddin Chuppu (1. funkční období ze 2 možných)                        | 2018            | Abdul Hamid             |
| Černá Hora                   | 19. března 2023                        | 2. dubna 2023                     | Jakov Milatović (1. funkční období ze 2 možných)                           | 2018            | Milo Đukanović          |
| Česko                        | 13. ledna 2023 až 14. ledna 2023       | 27. ledna 2023 až 28. ledna 2023  | Petr Pavel (1. funkční období ze 2 možných v kuse)                         | 2018            | Miloš Zeman             |
| Čína                         | 10. března 2023                        | –                                 | Si Ťin-pching (3. funkční období)                                          | 2018            | Si Ťin-pching           |
| Dominika                     | 27. září 2023                          | –                                 | Sylvanie Burton (1. funkční období ze 2 možných)                           | 2018            | Charles Savarin         |
| DR Kongo                     | 20. prosince 2023 až 24. prosince 2023 | –                                 | Félix Tshisekedi (2. funkční období ze 2 možných)                          | 2018            | Félix Tshisekedi        |
| Egypt                        | 10. prosince 2023 až 12. prosince 2023 | –                                 | Abd al-Fattáh as-Sísí (3. funkční období ze 2 možných)                     | 2018            | Abd al-Fattáh as-Sísí   |
| Ekvádor                      | 20. srpna 2023                         | 15. října 2023                    | Daniel Noboa (1. funkční období ze 2 možných)                              | 2021            | Guillermo Lasso         |
| Gabon                        | 26. srpna 2023                         | –                                 | Ali Bongo Ondimba (3. funkční období)                                      | 2016            | Ali Bongo Ondimba       |
| Francouzská Polynésie        | 12. května 2023                        | –                                 | Moetai Brotherson (1. funkční období ze 2 možných)                         | 2018            | Édouard Fritch          |
| Guatemala                    | 25. června 2023                        | 20. srpna 2023                    | Bernardo Arévalo (1. a jediné možné funkční období v kuse)                 | 2019            | Alejandro Giammattei    |
| Kuba                         | 19. dubna 2023                         | –                                 | Miguel Díaz-Canel (2. funkční období)                                      | 2018            | Miguel Díaz-Canel       |
| Kypr                         | 5. února 2023                          | 12. února 2023                    | Níkos Christodúlídés (1. funkční období ze 2 možných v kuse)               | 2018            | Nikos Anastasiadis      |
| Libanon                      | 29. září 2022                          | 19. ledna 2023 až 14. června 2023 | neznámý (1. a jediné možné funkční období v kuse)                          | 2014–2016       | Michel Aoun             |
| Libérie                      | 10. října 2023                         | 14. listopadu 2023                | Joseph Boakai (1. funkční období ze 2 možných)                             | 2017            | George Weah             |
| Lotyšsko                     | 31. května 2023                        | –                                 | Edgars Rinkēvičs (1. funkční období ze 2 možných v kuse)                   | 2019            | Egils Levits            |
| Madagaskar                   | 16. listopadu 2023                     | –                                 | Andry Rajoelina (2. funkční období ze 2 možných)                           | 2018            | Andry Rajoelina         |
| Maledivy                     | 9. září 2023                           | 30. září 2023                     | Mohamed Muizzu (1. funkční období ze 2 možných)                            | 2018            | Ibráhím Muhammad Sulih  |
| Federativní státy Mikronésie | 11. května 2023                        | –                                 | Wesley Simina (1. funkční období ze 2 možných)                             | 2019            | David Panuelo           |
| Nauru                        | 25. října 2023                         | 30. října 2023                    | David Adeang (1. funkční období)                                           | 2022            | Russ Kun                |
| Nepál                        | 9. března 2023                         | –                                 | Ram Chandra Poudel (1. funkční období ze 2 možných v kuse)                 | 2018            | Bidhjá Déví Bhandáríová |
| Nigérie                      | 25. února 2023                         | –                                 | Bola Tinubu (1. funkční období ze 2 možných)                               | 2019            | Muhammadu Buhari        |
| Paraguay                     | 30. dubna 2023                         | –                                 | Santiago Peña (1. a jediné možné funkční období v kuse)                    | 2018            | Mario Abdo Benítez      |
| Turecko                      | 14. května 2023                        | 28. května 2023                   | Recep Tayyip Erdoğan (1. funkční období podle nového systému ze 2 možných) | 2018            | Recep Tayyip Erdoğan    |
| Sierra Leone                 | 24. června 2023                        | –                                 | Julius Maada Bio (2. funkční období ze 2 možných)                          | 2018            | Julius Maada Bio        |
| Singapur                     | 1. září 2023                           | –                                 | Tharman Shanmugaratnam (1. funkční období)                                 | 2017            | Halimah Yacobová        |
| Sýrie                        | 12. září 2023                          | –                                 | Hadi al-Bahra                                                              | 2021            | Salem al-Meslet         |
| Švýcarsko                    | 13. prosince 2023                      | –                                 | Viola Amherdová (1. a jediné možné funkční období v kuse)                  | 2022            | Alain Berset            |
| Trinidad a Tobago            | 20. ledna 2023                         | –                                 | Christine Kangaloo (1. funkční období)                                     | 2018            | Paula-Mae Weekesová     |
| Uzbekistán                   | 9. července 2023                       | –                                 | Shavkat Mirziyoyev (1. funkční období podle nového systému ze 2 možných)   | 2021            | Shavkat Mirziyoyev      |
| Vietnam                      | 2. března 2023                         | –                                 | Vo Van Thuong (1. funkční období)                                          | 2021            | Võ Thị Ánh Xuân         |
| Západní Sahara               | 20. ledna 2023                         | –                                 | Ibráhím Ghálí (3. funkční období)                                          | 2019            | Ibráhím Ghálí           |
| Zimbabwe                     | 23. srpna 2023 až 24. srpna 2023       | –                                 | Emmerson Mnangagwa (2. funkční období ze 2 možných)                        | 2018            | Emmerson Mnangagwa      |

Šedě podbarveny jsou nepřímé volby. Výsledky červeně podbarvených voleb byly anulovány.